# Gianfranco Dettori
Gianfranco Dettori (Serramanna, 25 aprile 1941) è un fantino italiano. 
Ha ottenuto numerosi successi in Italia e in Gran Bretagna, tra cui spiccano le vittorie alla Two Thousand Guineas nel 1975 e nel 1976 e quelle, sempre datate 1976, alla Benson & Hedges Gold Cup e all'Eclipse Stakes. È il padre del famoso fantino Lanfranco Dettori.

## Biografia
Emigrato in cerca di lavoro a Roma alla fine degli anni sessanta, da Serramanna. Dopo aver lavorato come lavapiatti in locali romani e come aiuto fruttivendolo, viene assunto come uomo di pulizia delle scuderie e dei cavalli all'Ippodromo delle Capannelle. Per puro spirito di sfida, senza aver mai cavalcato prima di allora, sale su un cavallo ribelle temuto da tutti i più bravi fantini dell'ippodromo ed entra così, per caso, nel mondo dell'ippica. Incontra l'ex fantino Roberto Livermore che accompagna la fioritura del suo straordinario talento.
Come fantino ha ottenuto numerosi successi in Italia e in Gran Bretagna, raggiungendo il cospicuo numero di 3.798 corse vinte e collocandosi, così, al secondo posto nella classifica italiana di tutti i tempi, preceduto solo da Enrico Camici, che però ha avuto una carriera ben più lunga. Ha conquistato 13 volte lo Scudetto italiano dei fantini ed è attualmente il personaggio più conosciuto dell'ippica italiana.
Si ritira dall'attività agonistica nel 1992 a 51 anni, nonostante non abbia problemi fisici, per seguire le gesta del figlio Lanfranco detto "Frankie" che, dopo essersi trasferito in Inghilterra su consiglio del Padre, diviene presto il fantino più famoso del Regno Unito e del mondo, da alcuni considerato addirittura il migliore in assoluto.
Il 24 ottobre 2009 è stato insignito del premio "Serramannensis Gens" in occasione della presentazione del libro scritto da Fulvio Tocco (presidente della Provincia del Medio Campidano), dedicato alla figura leggendaria del fantino serramannese. "Gianfranco Dettori. Un uomo a Cavallo": questo il titolo del libro (Carlo Delfino editore) presentato in anteprima nazionale alla Fiera internazionale del libro di Torino.